# Dialogue de sourds (film)
Dialogue de sourds est un court-métrage de Bernard Nauer.

## Synopsis
Les deux frères Cérébos, l'un paraplégique, l'autre aveugle, viennent de gagner, grâce à un jeu-concours, un fabuleux voyage pour une personne.
Problème : qui partira ?

## Fiche technique
- Réalisation : Bernard Nauer
- Année : 1985
- Genre : court-métrage
- Scénario et dialogue : Jean-Luc Trotignon et Bernard Nauer
- Format : 16:9

## Distribution
- Pierre Richard : Le paraplégique
- Jacques Villeret : L'aveugle
- Gérard Martin : Le journaliste
- Jean Méline : Le photographe